# Линденберг (Западна Померанија)
Линденберг (њем. Lindenberg) град је у њемачкој савезној држави Мекленбург-Западна Померанија. Једно је од 69 општинских средишта округа Демин. Према процјени из 2010. у граду је живјело 252 становника. Посједује регионалну шифру (AGS) 13052048.

## Географски и демографски подаци
Линденберг се налази у савезној држави Мекленбург-Западна Померанија у округу Демин. Град се налази на надморској висини од 44 метра. Површина општине износи 13,0 km². У самом граду је, према процјени из 2010. године, живјело 252 становника. Просјечна густина становништва износи 19 становника/km².